# The Divide (Fernsehserie)
The Divide ist eine US-amerikanische Fernsehserie aus dem Genre des Justiz-Dramas. Die Serie, die ursprünglich für den Fernsehsender AMC entwickelt wurde, feierte ihre Premiere am 16. Juli 2014 beim Schwestersender WE tv. Sie wurde nach einer achtteiligen Staffel eingestellt.

## Inhalt
Die Serie untersucht unter anderem Moral, Ehrgeiz, Ethik, Politik und Rasse im heutigen Justizsystems der USA, gesehen aus den Augen einer passionierten Sozialarbeiterin und eines ebenso leidenschaftlichen Staatsanwalts, deren Ansichten variieren.

## Kritik
„Der Versuch des US-Senders WE tv, eine Dramaserie rund um einen juristischen Fall aufzubauen, der vor allem Fragen des Rechts und des Rassismus aufgreift, macht in seinem Serienpiloten einer eher kläglichen Eindruck. Dies liegt dabei vor allem an der Erzählart von The Divide, die es augenscheinlich nicht auslässt, sämtliche kulturellen Klischees zu bedienen, um ihre Charaktere zu etablieren. Natürlich muss der Sohn der Pages rappen, natürlich muss die weiße Christine genau daran scheitern.“